# Sfânta Moarte
Sfânta Moarte (spaniolă: Santa Muerte sau Santísima Muerte) este o figură populară mexicană care personifică moartea și este obiect de cult. Diverse biserici (catolică, baptistă, presbiteriană, etc) resping și condamnă venerarea ei considerând acest lucru un gest diabolic. Biserica consideră acest obicei în opoziție cu credința creștină care zice că Isus Hristos a învins moartea și că moartea nu este o persoană ci doar etapa în care sufletul trece de la viața pământeană la cea eternă, spirituală.
Sfânta Moarte este sărbătorită pe 1 noiembrie, zi care în calendarul romano-catolic este Ziua morților.
Obiceiul de a o venera pe Sfânta Moarte este un sincretism între obiceiurile pâgâne pre-coloniale, zeii azteci și mayași ai morții, și creștinism. O noutate în acest sens este faptul că personificarea morții prinde gen, devine femeie.
În credința populară, Sfânta Moarte este foarte puternică, și în afară de faptele bune pe care le pot săvârși alți sfinți prin intermediul ei se pot face de asemenea farmece și vrăjitorii.
Multă vreme venerarea Sfintei Morți a fost o practică clandestină, dar în 1997 în cartierul Tepito din Ciudad de Mexico s-a ridicat un sanctuar public dedicat ei. Practica a început să iasă din clandestinitate și să nu mai fie ceva ocult, devenind în scurt timp o mișcare de masă în întregul Mexic cât și în zona de frontieră a SUA. Credincioșii acestei mișcări fac parte mai ales din comunitățile sărace, traficanți de narcotice, pușcăriași. Se estimează că această mișcare are în jur de 2 milioane de credincioși. Sociologii cred că această mișcare a crescut datorită situației de criză economică și socială în care se află Mexicul și care afectează mai ales păturile sărace.

## Înfățișare

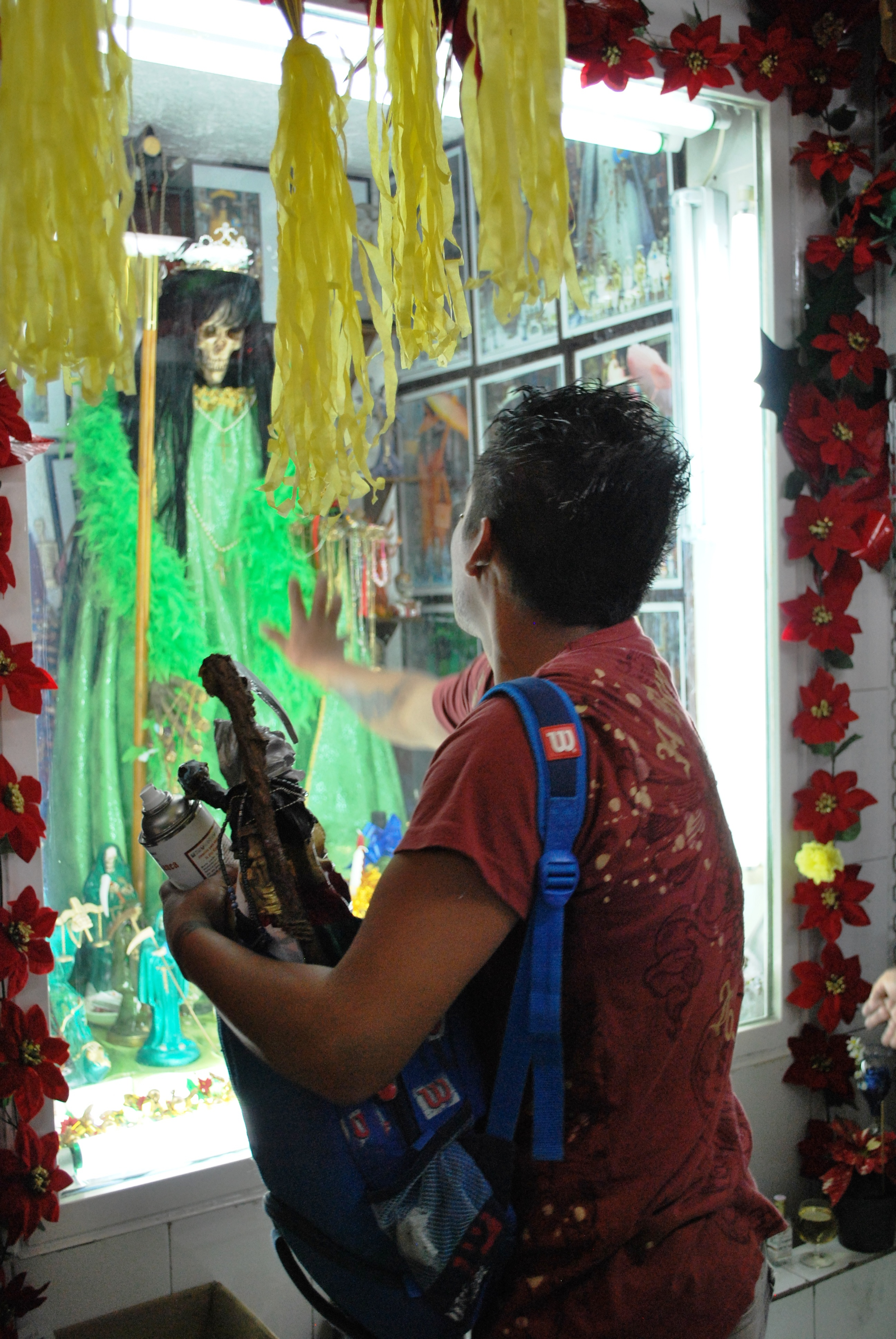
Credincios atingând vitrina primului sanctuar dedicat Sfintei Morți în Ciudad de Mexico.

Sfânta Moarte este înfățișată ca un schelet uman în veșminte, în general negre, cu o coasă într-o mână și cu o balanță în cealaltă. Uneori poate fi îmbrăcată în veșminte roșii și să aibă o aură deasupra capului, aspect inspirat de Fecioara Maria, un sincretism între aceste două figuri spirituale.
Statuietele ce o reprezintă pe Sfânta Moarte sunt îmbrăcate în roșu, alb, verde sau negru în funcție de dorința ce o are credinciosul respectiv: iubire, noroc, bani sau ocrotire. Ofrandele aduse sfintei pot include: trandafiri, cannabis, țigări, fructe, dulciuri sau tequila. Sanctuarele dedicate Sfintei Morți sunt împodobite cu trandafiri roși, țigări, vase cu tequila și lumânări aprinse. Obiecte de cult precum și suveniruri (statuiete, medalii și lumânări inscripționate) cu Sfânta Moarte pot fi găsite oriunde în Mexic și în sudul Statelor Unite.

## Distrugerea altarelor
În ciuda faptului că Mexicul este declarată o țară laică, se practică o politică de discriminare față de această mișcare religioasă.
La data de 24 martie 2009 autoritățile mexicane au dărâmat 30 de sanctuare dedicate Sfintei Morți în orașele Nuevo Laredo și Tijuana, justificând acțiunile ca fiind îndreptate traficanților și infractorilor care stau în spatele acestor comunități.